# Nate Dogg
Nathaniel Dwayne Hale (19. srpen 1969 – 15. březen 2011), spíše známý jako Nate Dogg, byl americký zpěvák a rapper. Na vrcholu byl v éře stylu G-Funk, který byl velmi oblíbený v první polovině devadesátých let 20. století na západním pobřeží USA, kdy hostoval na mnoha písních jiných rapperů. Svůj debut vydal v roce 1997, ale jeho nejúspěšnějším albem je Music and Me (2001).

## Stručná biografie
Narodil se v rodišti hudebního stylu G-Funk na kalifornském Long Beach v roce 1969 a zemřel tamtéž v roce 2011. Jeho bratranci jsou rappeři: Snoop Dogg, Butch Cassidy, RBX, Daz Dillinger a 1/2 Dead. Zpívat začal jako malý v kostelním sboru ve městě Clarksdale, Mississippi, kde byl jeho otec pastorem. V šestnácti letech odešel ze střední školy a domova, aby se stal členem námořní pěchoty USA, kde poté odsloužil tři roky.
V roce 1991 spolu se Snoop Doggem a Warrenem G založili skupinu 213. Nahrané demo skupiny si poslechl producent Dr. Dre a skupinu představil nahrávací společnosti Death Row Records. Nate si svůj major debut odbyl na písni Deeez Nuuuts z Dr. Dreho alba The Chronic (1992). Úspěch alba mu vynesl smlouvu u Death Row. Poté zpíval na mnoha spolupracích např. s rappery Snoop Doggem a Tupacem.
Roku 1997 měl nahrané album G-Funk Classics Vol. 1, které však kvůli sporům u Death Row nemohl vydat, proto z Death Row odešel, ale kvůli právům, ho nemohl stále vydat ani na jiném labelu. Po vleklých sporech vydal původní album i s novým v roce 1998 a nazval je G-Funk Classics Vol. 1 & 2. Toto dvojalbum obsahuje hit Nobody Does It Better. Své druhé a prozatím poslední studiové album vydal v roce 2001 a nese název Music and Me.
O rok později byl shledán vinným za nelegální držení zbraně a drog, a odsouzen k podmínce a obecně prospěšným pracím.
V roce 2007 prožil infarkt myokardu, po kterém strávil týden v nemocnici, a poté byl převezen do domácího ošetření. Srdeční příhoda způsobila paralyzování levé části jeho těla, které však mělo podle doktorů postupně zmizet, vliv mrtvice na jeho hlas nebyl znám. Další infarkt prožil v roce 2008. Zemřel v roce 2011 na komplikace způsobené několika infarkty, které dříve utrpěl.

## Diskografie

### Studiová alba
| Rok  | Album                                                                                 | Nejvyšší umístění v hitparádě | Nejvyšší umístění v hitparádě | Ocenění |
| Rok  | Album                                                                                 | US 200                        | US R&B                        | Ocenění |
| ---- | ------------------------------------------------------------------------------------- | ----------------------------- | ----------------------------- | ------- |
| 1998 | G-Funk Classics Vol. 1 & 2 - Vydáno: 21. července 1998 - Vydavatel: Breakaway Records | -                             | -                             | US: /   |
| 2001 | Music and Me - Vydáno: 4. prosince 2001 - Vydavatel: Elektra Records                  | 32                            | 3                             | US: /   |

### Nezveřejněná alba
- 1997 - G-Funk Classics, Vol. 1: Ghetto Preacher
- 2003 - Nate Dogg

### Kompilace
- 2000 - The Prodigal Son
- 2002 - Essentials

### Úspěšné singly

#### Solo
- 1996 - Never Leave Me Alone (ft. Snoop Dogg)
- 1998 - Nobody Does It Better (ft. Warren G)
- 2001 - I Got Love

#### Spolupráce
- 1994 - Warren G - Regulate (ft. Nate Dogg)
- 2000 - Dr. Dre - The Next Episode (ft. Snoop Dogg, Nate Dogg a Kurupt)
- 2000 - Mos Def - Oh No (ft. Pharaohe Monch a Nate Dogg)
- 2001 - Fabolous - Can't Deny It (ft. Nate Dogg)
- 2001 - Ludacris - Area Codes (ft. Nate Dogg)
- 2002 - Eminem - Till I Collapse (ft. Nate Dogg)
- 2002 - WC - The Streets (ft. Snoop Dogg a Nate Dogg)
- 2003 - Westside Connection - Gangsta Nation (ft. Nate Dogg)
- 2003 - 50 Cent - 21 Questions (ft. Nate Dogg)
- 2004 - Houston - I Like That (ft. Chingy, Nate Dogg a I-20)
- 2004 - Jadakiss - Time's Up (ft. Nate Dogg)
- 2005 - Eminem - Shake That (ft. Nate Dogg)
- 2007 - Snoop Dogg - Boss' life (ft Nate Dogg)